# Catedral
Catedral è un distretto della Costa Rica facente parte del Cantone di San José, nella provincia omonima.
Catedral comprende 20 rioni (barrios):
- Bella Vista
- California
- Carlos Manuel Fernández
- Catedral
- Dolorosa
- Dos Pinos
- Francisco Peralta
- González Lahman
- Guell
- La Cruz

- Laberinto
- Lomas Ocloro
- Lujan
- Mil Flor
- Naciones Unidas
- Pacífico Parte
- San Cayetano
- Soledad
- Tabacalera
- Vasconia

Il distretto fa parte dell'area urbana della capitale San José ed ospita la Cattedrale metropolitana, il Teatro nazionale, alcuni istituti scolastici ed uffici governativi tra cui il Ministero dei lavori pubblici e dei trasporti e la Corte suprema.